# Sychrov (Mnichovo Hradiště)
Sychrov (německy Sichrow) je vesnice, část města Mnichovo Hradiště v okrese Mladá Boleslav ve Středočeském kraji. Nachází se asi 3,5 kilometru severně od Mnichova Hradiště. Sychrov leží v katastrálním území Sychrov nad Jizerou o rozloze 3,89 km². V katastrálním území Sychrov nad Jizerou leží i Hněvousice.

## Historie
První písemná zmínka o vesnici pochází z roku 1654.

## Obyvatelstvo
| Rok            | 1869 | 1880 | 1890 | 1900 | 1910 | 1921 | 1930 | 1950 | 1961 | 1970 | 1980 | 1991 | 2001 | 2011 | 2021 |
| -------------- | ---- | ---- | ---- | ---- | ---- | ---- | ---- | ---- | ---- | ---- | ---- | ---- | ---- | ---- | ---- |
| Počet obyvatel | 315  | 319  | 313  | 281  | 213  | 209  | 214  | 175  | 181  | 156  | 126  | 113  | 109  | 102  | 125  |
| Počet domů     | 54   | 55   | 55   | 53   | 45   | 45   | 48   | 53   | 57   | 42   | 37   | 43   | 43   | 45   | 48   |

## Obecní správa
Při sčítání lidu v letech 1869–1910 Sychrov byl osadou obce Podolí v okrese Mnichovo Hradiště. V letech 1921–1950 byl samostatnou obcí v okrese Mnichovo Hradiště. V letech 1961–1979 byl opět částí obce Podolí v okrese Mladá Boleslav. Od 1. ledna 1980 do 31. prosince 1987 byl částí obce Březina v okrese Mladá Boleslav. Od 1. ledna 1988 je částí města Mnichovo Hradiště v okrese Mladá Boleslav. Poté se Březina opět osamostatnila, ale Sychrov již zůstal součástí Mnichova Hradiště.

## Pamětihodnosti
- zřícenina hradu Zásadka přestavěného na renesanční zámek
- socha svatého Jana Nepomuckého
- přírodní památka Vrch Káčov